# Semper Fi (jeu vidéo)
Pour la devise latine, voir Semper fidelis.
Semper Fi est un jeu vidéo de type wargame développé par Stanley Associates et publié par  Interactive Magic en 1998 sur PC. Le jeu simule divers affrontement hypothétiques se déroulant à l’époque contemporaine. Le joueur commande des bataillons de Marines au cours de trois campagnes, composés de douze missions au total, ou de quinze scénarios indépendants. Le jeu se déroule au tour par tour, chaque tour étant divisé en plusieurs phases d’actions. Au début de chacune de ces phases, un des deux camps bénéficie de l’initiative et peut déplacer ou faire tirer une ou plusieurs unités, selon leurs disponibilités. L’initiative est ensuite recalculée et est alors redonné au même joueur, ou donner à son adversaire. Une unité déjà utilisé lors du tour ne peut cependant pas réaliser de nouvelles actions pour le reste du tour,.

## Accueil
| Semper Fi             |      |        |
| Média                 | Pays | Notes  |
| Computer Gaming World | US   | 3.5/5  |
| Cyber Stratège        | FR   | 3/5    |
| GameSpot              | US   | 6,8/10 |